# Рон Делламс
Рональд Верні Делламс (англ. Ronald Vernie Dellums; 24 листопада 1935 — 30 липня 2018) — американський політичний діяч. З 1971 по 1998 рік тринадцять термінів поспіль був членом Палати представників США від 9-го виборчого округу Північної Каліфорнії, після чого працював лобістом у Вашингтоні, округ Колумбія і 48-м мером Окленда, штат Каліфорнія (з 2007 по 2011 рік).

## біографія
Народився в робітничій сім'ї профспілкових організаторів. Відслужив у корпусі морської піхоти США, закінчив Каліфорнійський університет в Берклі, працював за фахом — соцпрацівником, викладав у своєму університеті та Університеті штату Каліфорнія в Сан-Франциско. Включився в рух за громадянські права; в 1967 році молодого афроамериканського активіста обрали до міської ради Берклі, Каліфорнія.
У 1970 році Делламс висунули в Конгрес США товариші за рухом проти війни у В'єтнамі. Він став першим афроамериканцем, обраним до Конгресу від Північної Каліфорнії і єдиним конгресменом-соціалістом з 1929 року і до обрання Берні Сандерса в 1991 році. У числі його перших дій в Конгресі — виставка про військові злочини США у В'єтнамі. Його політика забезпечила йому місце в горезвісному «списку ворогів президента Ніксона».
За час своєї роботи в Конгресі він виступав проти збільшення військових витрат, в тому числі проти проєкту ракет МХ і розширення програми стелс-бомбардувальників B-2 Spirit. Також проводив кампанії проти підтримки його урядом правих диктатур, включаючи Мобуту Сесе Секо в Заїрі, і апартеїду в ПАР. Коли президент Рональд Рейган наклав вето на складений Делламс Загальний акт проти апартеїду від 1986 року, Палата представників з демократичною більшістю і Сенат з республіканською більшістю подолали вето. Таким чином, акт Делламс став першим зовнішньополітичним законопроєктом у ХХ столітті, що успішно подолав у Конгресі вето президента. Джессі Джексон наголошував, що це голос Делламс приніс санкції проти влади Південної Африки.
У 2006 році його обрали мером рідного Окленда; на цій посаді він змінив Джеррі Брауна. Делламс збільшив фінансування освіти, створював «цивільні оперативні групи» для вирішення проблем міста і домігся зменшення злочинності на 13 % (замість обіцяних 10 %).
Делламс називав себе «демократичним соціалістом» і був віце-президентом Демократичних соціалістів Америки.